# Hasle Sogn (Aarhus Kommune)
 For alternative betydninger, se Hasle Sogn. (Se også artikler, som begynder med Hasle Sogn)
Hasle Sogn er et sogn i Århus Vestre Provsti (Århus Stift).
I 1800-tallet var Skejby Sogn og Lisbjerg Sogn annekser til Hasle Sogn. Lisbjerg Sogn hørte til Vester Lisbjerg Herred, de andre to til Hasle Herred, begge i Århus Amt. Hasle-Skejby-Lisbjerg sognekommune, der i starten af 1960'erne skiftede navn til Hasle sognekommune, blev ved kommunalreformen i 1970 indlemmet i Aarhus Kommune.
I Hasle Sogn ligger Hasle Kirke.
I sognet findes følgende autoriserede stednavne:
- Hasle (bebyggelse, ejerlav)
- Staghøj (areal)